# Yves Hervé
Pour les articles homonymes, voir Yves Hervé (médecin) et Hervé.
Yves Hervé, né le 14 juillet 1883 à Ploëzal (Côtes-du-Nord) et mort le 24 mai 1941 dans la même ville, est un agriculteur et homme politique français.

## Biographie
Issu d'une famille de cultivateurs, Yves Hervé reprend l'exploitation de la propriété familiale de Kerleau-en-Ploëzal. Il est père de six enfants.
Gravement blessé durant la Première Guerre mondiale, il en restera mutilé toute sa vie. Il y reçoit la Croix de guerre.

## Vie militante

### Locale
En 1919 il accède au poste de premier adjoint à Ploëzal, et le 17 mai 1925, il en est élu maire. Il est réélu en 1929 et 1935. 
D'autre part, le 18 octobre 1931 il est élu conseiller d'arrondissement de Pontrieux. Réélu en 1937, il y est élu président. Il est également président de la Fédération des mutuelles de bétail des Côtes-du-Nord et est décoré de l'ordre du Mérite agricole.

### Nationale
Il se présente une première fois à la députation en 1932. Il est battu par le député sortant André Lorgeré (Radical-soc.) au scrutin de ballotage avec 6 649 voix contre 7 646 pour le radical, sur 14 372 suffrages exprimés.
En 1936, il se présente aux élections législatives comme candidat conservateur d'Union nationale U.R.D. qui fait campagne contre le Front populaire. Il souhaite que "la France éternelle, libre et prospère, vive dans l'ordre".
Il est élu au second tour, le 3 mai 1936, dans la 1re circonscription de Guingamp, par 7 444 voix sur 14 495 exprimés contre 7 032 au député sortant André Lorgeré (Radical-soc.), candidat du Front populaire. Il s'inscrit au groupe conservateur des Républicains indépendants et d'action sociale.
À la chambre, Yves Hervé fait partie de la commission de l'administration générale, départementale et communale et de la commission de la marine marchande. Il prend part à la discussion du budget de 1938 sur le chapitre de l'agriculture.
Il fait partie lors de la campagne électorale de 1936 des quinze députés élus en Bretagne signataires d'un « programme du Front Breton », qui vise alors à créer un groupe parlementaire breton à l'Assemblée nationale, et à défendre des lois en faveur de la régionalisation des institutions ou en faveur de l'enseignement de la langue bretonne.
Le 10 juillet 1940 il vote pour les pleins pouvoirs à Philippe Pétain.

## Sources